# Сампедро, Элиас Валинья

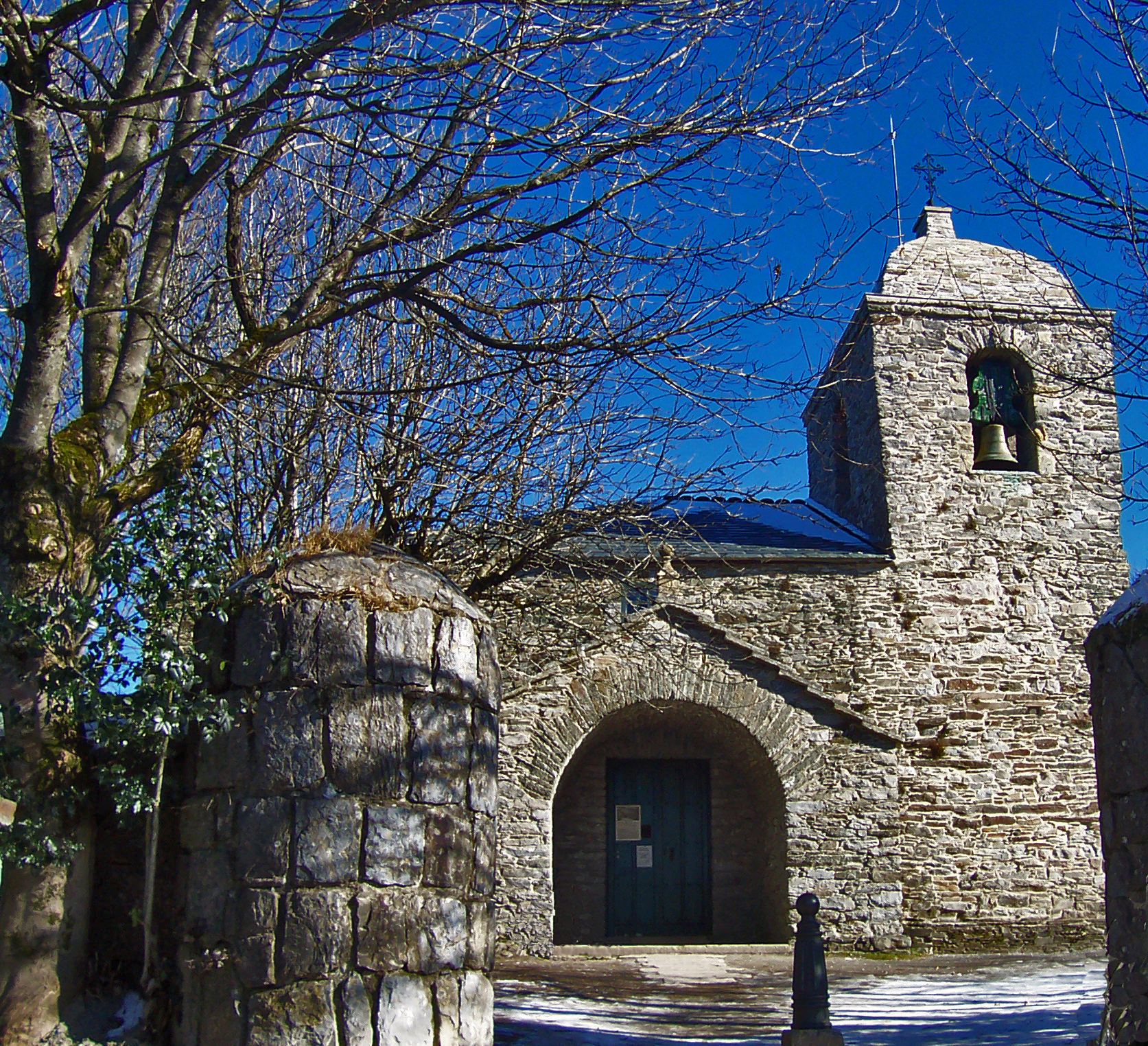
Церковь Святой Марии в О-Себрейро, где служил дон Элиас Сампедро

Дон Э́лиас Вали́нья Сампе́дро (исп. Elías Valiña Sampedro; 2 февраля 1929, Лир, Галисия — 11 декабря 1989) — испанский священник в посёлке О-Себрейро (Галисия, Испания), доктор наук, основатель современного паломничества по Пути Святого Иакова.

## Биография
Элиас Сампедро родился 2 февраля 1929 года в небольшом селении Лир вблизи Сарриа в провинции Луго. В 12-летнем возрасте он поступил учиться в семинарию в Луго, куда вернулся в 1953 году для своих научных исследований. Чтобы дополнить и продолжить своё образование он поступил в 1957 году на факультет канонического права Папского университета Комильяс, два курса которого успешно завершил в 1959 году. В этом же году успешно защищается в Католическом университете Парижа и, таким образом, получает два диплома о высшем образовании.
22 сентября 1959 года Элиас Сампедро назначается священником церкви Св. Марии в О-Себрейро и окормляет также церковь Св. Антония в Пьедрафита-дель-Себреро. Здесь он проведёт всю свою жизнь, за исключением поездки в 1960 году в Буэнос-Айрес «по соображениям апостольства и других связанных с этим вопросов» и изучением Пути Святого Иакова.
В 1961—1962 годах повышал свой научный уровень в докторантуре Папского университета Саламанки и 5 мая 1965 года защитил здесь диссертацию на тему «Путь Святого Иакова. Историко-юридическое исследование» («El Camino de Santiago. Estudio histórico-jurídico»). С этого времени он стал выступать с докладами в церквах, университетах и на Европейских форумах о необходимости развития паломничества в регионе Себрейро и в целом по Пути Святого Иакова, как общеевропейском культурно-историческом проекте, нуждающемся в поддержке.
В 1962 году Элиас Сампедро выступил одним из инициаторов восстановления и охраны старинных зданий в О-Себрейро, а также создания всех необходимых условий и инфраструктуры, помогающей местным жителям выжить в сложных экономических условиях и ставящих заслон опустению сёл Галисии. В 1966 году Элиас Сампедро отреставрировал церковь в О-Себрейро, а в соседних зданиях открыл приют (Albergue) и гостиницу для паломников Пути Иакова. В 1971 году по его инициативе был открыт местный Музей этнографии.
В 1983 году на основе собственных культурно-научных писем и диссертации о пути Иакова им был написан первый «Путеводитель паломника» («Guia del Peregrino»).
В 1984 году Элиас Сампедро с помощниками промаркировал жёлтыми стрелами маршрут по паломническому пути на севере Испании (ныне так называемая «Дорога французских королей» от Франции и Памплоны до Сантьяго де Компостелы. В этом же году были восстановлены и приведены в порядок многие неухоженные или опасные участки паломнического маршрута, рассчитан и обозначен километраж дороги и её отдельных участков между приютами и гостиницами.
В 1985 году на первом совещании в Сантьяго де Компостела, посвящённому Пути Святого Иакова Элиас Сампедро был назначен комиссаром Пути Иакова. С этого времени начинается регулярная публикация бюллетеня «Камино де Сантьяго» (Пути Святого Иакова"), что способствовало объединению друзей паломнического маршрута и сохранению его достопримечательностей.
Эллиас Сампедро умер 11 декабря 1989 года. Он был похоронен в церкви О-Себрейро. а рядом с ней установлена стела с бюстом подвижника. Многие паломнические организации установили здесь свои небольшие памятные металлические знаки, как память и благодарность основателю современного Пути Святого Иакова.

## Народная молва и почитание
После смерти Сампедро в Галисии и на севере Испании, вплоть до Страны Басков, широкое распространение получила история, случившаяся с Эллиасом во время маркировки Пути Иакова. Рассказывают, что однажды священник был доставлен в отделение полиции на допрос. Дело в том, что его маркировочные жёлтые стрелки очень напоминали знаки запрещённой военизированной организации басков, боровшихся за независимость от Испании. И когда полицейский спросил Сампедро, чем это он занимается и для чего рисует жёлтые стрелки, то тот якобы ответил: «Готовлю великое вторжение». Этим самым он напророчил о многотысячной армии паломников и туристов, которые станут идти пешком и ехать на велосипедах по Пути Иакова. И это действительно происходит в наше время. Благодаря подвижнической деятельности Элиаса Сампедро Путь Иакова стал самой известной паломническо-туристской дорогой планеты и поставлен под охрану ЮНЕСКО.
Рядом с церковью в О-Себрейро установлена стела с бюстом подвижника. Многие паломнические организации укрепили здесь свои небольшие металлические знаки, как память и благодарность основателю современного Пути Святого Иакова.

## Премия Elías Valiña
Правительство Галисии 27 августа 1996 года учредило международную премию «Elías Valiña». Ежегодно этой премией награждаются организации и учреждения, внёсшие крупный вклад в дело роста популярности Дороги Иакова:
- 1996 — братство Святого Иакова (Лондон, Великобритания);
- 1997 — Ассоциация друзей Pazos (Виго, Испания);
- 1998 — Испанская федерация друзей Камино де Сантьяго;
- 1999 — Ассоциация друзей Камино де Сантьяго (провинция Валенсия);
- 2000 — Французское общество друзей Сантьяго де Компостела (Париж, Франция);
- 2001 — Пилигримы Международной ассоциации «Феникс» (Вильяфранка-дель-Бьерсо);
- 2002 — Друзья Камино де Сантьяго (Эстелья);
- 2003 — Братство Святого (Санто-Доминго-де-ла-Кальсада);
- 2004 — Галисийская Ассоциация друзей Камино де Сантьяго (Сантьяго де Компостела);
- 2005 — Ассоциация Святого Грааля (O-Себрейро);
- 2006 — Ассоциация друзей Камино де Сантьяго Астуро-Галисийской полиции (Тинео, Астурия);
- 2007 — Ассоциация друзей Камино де Сантьяго (Асторга и комарка);
- 2008 — Ассоциация друзей Камино де Сантьяго (Саламанка);
- 2009 — Ассоциация друзей Камино де Сантьяго (Севилья);
- 2010 — Франконское общество Святого Иакова[5] (Вюрцбург, Германия);
- 2011 — Фламандское товарищество Сантьяго де Компостела[6] (Мехелен, Бельгия);
- 2012 — Ассоциация друзей Камино де Сантьяго (Эль-Бьерсо, Понферрада).

## Труды
- Valiña Sampedro, Elías: El Cebreiro, Camino de Santiago; arti'culo, edita revista ABC Madrid, 11 de agosto de 1963.
- Valiña Sampedro, Elías: El Valle del Valca'rcel en el Camino de Santiago (Долина Валькарсель на дороге в Сантьяго); arti'culo edita revista Compostellanum volumen 8, n° 4 octubre-diciembre; 1963.
- Valiña Sampedro, Elías: El Cebreiro en el Camino de Santiago a trave's de Galicia; arti'culo edita revista Compostellanum volumen 9, n° 4 octubre-diciembre; 1964.
- Valiña Sampedro, Elías: El Camino de Santiago Estudio Histo'rico Juri'diko (Эль Камино де Сантьяго, историко-правовое исследование); Tesis doctoral de 1965; Edita CSIC; 1971. Работа состоит из двух частей. Первая рассматривает паломничество в свете гражданского и канонического права, а во второй, — участок Камино де Сантьяго между Вильяфранка и Триакастела. Один из основных моментов этой работы является раздел, посвященный О-Себрейро. В работе представлены все данные, известные об истории этого региона и его населении.
- 'Elias Valina Sampedro: Catálogo de los archivos parroquiales de la Diócesis de Lugo (Каталог приходских архивов епархии Луго); 1971.
- Elias Valina Sampedro, Rielo Carballo, Santos San Cristóbal Sebastián, Xosé Manuel González Reboredo: Inventario artístico de Lugo y su provincia (Инвентаризация искусства Луго и провинции); Maдрид, 1975—1983. Шеститомное издание. В этом издании Элиас Сампедро представлен как член-корреспондент Мадридской Академии Наук, член Комитета по культурному наследию Галисии и член Совета по культуре провинции Луго.
- В период с 1981 по 1983 год являлся главным редактором издания «Inventario del patrimonio arquitectónico de la provincia de Lugo» (Опись архитектурного наследия провинция Луго), изданной в Мадриде в 1980—1983 годах и сотрудничал с Папским университетом Саламанки по написанию первого тома «Synodicom hispanum» («Испанского синодика»), посвященного Галисии и изданного в Мадриде в 1981 году.
- В 1982 году по заказу Секретариата по туризму издаётся практический путеводитель «El Camino de Santiago. Guía del peregrino» («Эль Камино де Сантьяго. Руководство для паломников»). Начиная с 1985 года и до смерти Элиаса Сампедро массовыми тиражами, переведенными на европейские языки, изданием этого путеводителя занимается издательство «Everest». После смерти автора в этом же издательстве практическим путеводителем для паломников Пути Иакова начинает заниматься Миллан Лоцано (см. ниже в списке лит-ры).
- Elias Valina Sampedro: Guia del Peregrino ein Compostela (Путеводитель паломника); Editorial Galaxia,1993; ISBN 8471547937 и ISBN 978-8471547934.

## Премии
- «Premio Antonio de Nebrija», 1967. За «Эль Камино де Сантьяго, историко-правовое исследование».
- «José María Cuadrado», 1972. За «Каталог приходских архивов епархии Луго».